# Колтово (Московская область)
Колтово — деревня в городском округе Кашира Московской области.

## География
Находится в южной части Московской области на расстоянии приблизительно 9 км на запад-юго-запад по прямой от железнодорожной станции Кашира.

## История
Упоминается с 1624 года как село с церковью Рождества Богородицы — имение Дмитрия Фёдоровича Колтовского. В его окрестностях располагался когда-то древний городок Колтеск, разрушенный во время монголо-татарского нашествия. Из его посада развилось село Колтово, центр Колтовского стана и вотчина бояр Колтовских. В советский период истории стало деревней. До 2015 года входила в состав сельского поселения Колтовского Каширского района.

## Население
Постоянное население составляло 207 человек в 2002 году (русские 92 %), 212 в 2010.